# Tân Minh, Sóc Sơn
Tân Minh là một xã thuộc huyện Sóc Sơn, thành phố Hà Nội, Việt Nam.
Xã có diện tích 12,54 km², dân số năm 1999 là 13.257 người, mật độ dân số đạt 1.057 người/km².
Bao gồm 6 thôn và 1 khu hành chính: Xuân Dục, Vệ Sơn Đoài, Vệ Sơn Đông, Đan Tảo, Xuân Đồng và khu 418 (thuộc xí nghiệp đường sắt), khu dân cư Thuỷ Lợi 2